# Varkaantaipale kanal
Varkaantaipale kanal (finska: Varkaantaipaleen kanava) är en kanal i Finland.   Den ligger i landskapet Södra Savolax, i den södra delen av landet, 200 km nordost om huvudstaden Helsingfors. Varkaantaipale kanal förbinder sjöarna Louhivesi och Someenjärvi.